# Roman Sloboda
Roman Sloboda (ur. 14 stycznia 1987 w Myjavie) – słowacki piłkarz występujący na pozycji ofensywnego pomocnika.

## Kariera
Swoją karierę piłkarską Sloboda rozpoczął w klubie FC Nitra. W 2006 roku awansował do kadry pierwszej drużyny i w sezonie 2006/2007 zadebiutował w nim w Extralidze słowackiej. W sezonie 2007/2008 zajął z Nitrą 3. miejsce w tabeli, najwyższe w historii zespołu. Wiosną 2010 roku został wypożyczony do drugoligowego FC ViOn Zlaté Moravce.
Na początku 2012 roku Sloboda podpisał kontrakt z Zagłębiem Lubin. W Ekstraklasie zadebiutował 2 marca 2012 roku w wygranym 2:0 spotkaniu z Cracovią. W 90. minucie zmienił Szymona Pawłowskiego, a w doliczonym czasie gry zdobył gola. Pod koniec roku Zagłębie zdecydowało się nie przedłużać umowy ze Słowakiem, który odszedł do czeskiej Mlady Boleslav.
| Sezon       | Klub                  | Kraj     | Rozgrywki      | Mecze | Bramki |
| ----------- | --------------------- | -------- | -------------- | ----- | ------ |
| 2006/07     | FC Nitra              | Słowacja | Corgoň Liga    | 13    | 0      |
| 2007/08     | FC Nitra              | Słowacja | Corgoň Liga    | 11    | 1      |
| 2008/09     | FC Nitra              | Słowacja | Corgoň Liga    | 0     | 0      |
| 2009/10 (j) | FC Nitra              | Słowacja | Corgoň Liga    | 13    | 1      |
| 2009/10 (w) | FC ViOn Zlaté Moravce | Słowacja | 2. Liga        | –     | –      |
| 2010/11     | FC Nitra              | Słowacja | Corgoň Liga    | 27    | 2      |
| 2011/12 (j) | FC Nitra              | Słowacja | Corgoň Liga    | 16    | 0      |
| 2011/12 (w) | Zagłębie Lubin        | Polska   | Ekstraklasa    | 2     | 1      |
| 2012/13 (j) | Zagłębie Lubin        | Polska   | Ekstraklasa    | 0     | 0      |
| 2012/13 (w) | Mladá Boleslav        | Czechy   | Gambrinus Liga | 9     | 0      |
| 2013/14     | Bohemians 1905        | Czechy   | Gambrinus Liga | 19    | 5      |